# Ton Veerkamp
Antonius „Ton“ Veerkamp (* 19. November 1933 in Amsterdam, Niederlande; † 28. Februar 2022 in Schmarsau, Niedersachsen) war ein ursprünglich römisch-katholischer Theologe, ehemaliger Jesuit, langjähriger evangelischer Studentenpfarrer in Berlin und Herausgeber der exegetischen Zeitschrift „Texte und Kontexte“.

## Leben
Veerkamp wuchs in Amsterdam als Sohn eines religionslosen Bauarbeiters und einer Katholikin mit drei Geschwistern auf. Er lernte zuerst Bankkaufmann und studierte dann Philosophie an der Katholieke Universiteit Nijmegen sowie katholische Theologie an der Universität Maastricht und in New York City. Er trat dem Jesuitenorden bei und besuchte 1965 auf einer Studienreise Ost-Berlin, wo er seine spätere Frau Marianne kennen lernte, eine konfessionslose Buchhändlerin. Im Juli 1965 wurde Veerkamp zum Priester geweiht. Mit Marianne entwickelte sich jedoch eine Liebesbeziehung, aus der schließlich eine Tochter hervorging. Einer Ehe trat der Zölibat des katholischen Priesters entgegen. Obwohl ihn seine Ordensbrüder in New York zurückhalten wollten, trat er am 1. Januar 1967 aus dem Jesuitenorden aus und von seinem Priesteramt zurück. Er pendelte nun zwischen New York und der Hauptstadt der DDR Berlin. Im Februar 1972 durfte Marianne wegen ihres gemeinsamen Kindes mit Ton Veerkamp aus der DDR ausreisen, und sie zogen nach West-Berlin. Von 1970 bis 1998 war Veerkamp Studentenpfarrer der Evangelischen Studentengemeinde (ESG) für ausländische Studierende an West-Berliner Hochschulen. 1978 gründete er mit Till Wilsdorf, Magdalena Winchenbach und Jaap von Zwieten de Blom den „Verein für politische und theologische Bildung LEHRHAUS e. V.“. Dort fungierte er mehrere Jahre als Herausgeber der exegetischen Zeitschrift „Texte und Kontexte“, von der inzwischen über 100 Ausgaben erschienen sind. Bis zu seinem Tod lebte er als freier Publizist in Schmarsau im Wendland.

## Wirken
Veerkamp stand theologisch der Amsterdamer Schule nahe, er hatte in Amsterdam Frans Hendrik Breukelman gehört und später auch mit dem evangelischen Studentenpfarrer und Theologieprofessor Friedrich-Wilhelm Marquardt in Berlin zusammengearbeitet.
Einer seiner besonderen Arbeitsschwerpunkte war stets die Betrachtung der Wurzeln des christlichen Glaubens in den alttestamentlichen Schriften und im Judentum. „Das Lehrhaus ist der Ort, an dem die christliche Gemeinde auf den Spuren der jüdischen Tradition das Gespräch mit der Schrift und der Geschichte aufnimmt.“ Er wollte über die historisch-kritische Methode hinausgehen, aus der modernen Sackgasse herauskommen und den Sinn der biblischen Bücher mehr beachten und verstehen. Er betrachtete die Bibel als eine der großen Erzählungen, wie sie auch von französischen Philosophen postuliert wurde. Die große Erzählung habe sich in einen jüdischen und christlichen Strang gespalten, gerade auch weil Christen begonnen hatten, das Alte Testament gegen die Juden zu lesen und zu interpretieren.
Veerkamp vertrat entgegen der kirchlichen Tradition eine Neudefinition des Gottesbegriffs: „Wir fassen Gott als gesellschaftliche Funktionskategorie auf. Daher reden wir von Gott nicht essentialistisch, also nicht über irgendein ‚höchstes Wesen‘. Gott ist dasjenige, was alle gesellschaftlichen Abhängigkeitsverhältnisse fokussiert.“
Für Veerkamp war nicht die Frage, ob Gott existiert, entscheidend, sondern die Frage, was in unserer Gesellschaft als Gott fungiert. Zur Zeit Jesu sei es das erdrückende römische Reich mit seinem Gottkaisertum gewesen. Heute sei es das übermächtige kapitalistische Weltsystem, gegen das auch politisch gehandelt werden muss.
Veerkamp war am 31. Oktober 2008 (Reformationstag) neben Frank Crüsemann, Ulrich Duchrow, Heino Falcke, Christian Felber, Kuno Füssel, Detlef Hensche, Siegfried Katterle, Arne Manzeschke, Silke Niemeyer, Franz Segbers und Karl Georg Zinn Erstunterzeichner des Aufrufs Frieden mit dem Kapital? Ein Aufruf wider die Anpassung der Evangelischen Kirche an die Macht der Wirtschaft.
In seinem 2012 erschienenen Werk Die Welt anders. Politische Geschichte der Großen Erzählung stellte er sechzehn Thesen zur Entstehung und Entwicklung von Judentum und Christentum auf:
- Große Erzählungen seien Grunderzählungen, die Zeiten überdauern.
- Gott sei seinem Namen nach Chiffre, nicht Wesen.
- NAME: Gottes „Name“ bedeute vor allem Autonomie und Egalität.
- Der NAME sei mehr als eine realisierte Grundordnung.
- Tora sei mehr als Kult.
- Esra und Nehemia führten in der sogenannten „Torarepublik“ eine Grundordnung ein.
- Die „Torarepublik“ stellte den Tanach zusammen.
- Der Hellenismus sei eine Ausbeutungsordnung gewesen.
- Der Messianismus nahm unter römischer Unterdrückung  Gestalt an.
- Paulus proklamierte vor allem den Leib des Messias.
- Markus notierte vor allem die Taten – hebräisch: דְּבָרִים (dewarim) – des Messias.
- Messianische Gemeinden begannen Juden auszuschließen.
- Eine Tanach-geleitete Lektüre gab es danach nicht mehr.
- Die Einheit der Testamente wird noch gewahrt im biblischen Kanon.
- Die Christen verweigerten sich Rom zunächst.
- Das Christentum als römische Staatsreligion bewegte sich zwischen Verweigerung und Akzeptanz.

## Schriften
Bereits 1999 lagen von Veerkamp über 100 Artikel in verschiedenen Zeitschriften vor. Wichtige Einzelwerke sind:
- Die Vernichtung des Baal: Auslegung der Königsbücher (1 Kön 17 – 2 Kön 11) (= Reihe im Lehrhaus. 2). Alektor-Verlag, Stuttgart 1983, ISBN 3-88425-023-X.
- Autonomie und Egalität: Ökonomie, Politik und Ideologie in der Schrift  (= Reihe im Lehrhaus. 4). Alektor-Verlag, Stuttgart 1993, ISBN 3-88425-057-4.
- Weltordnung und Solidarität oder Dekonstruktion christlicher Theologie. Auslegung des ersten Johannesbriefes und Kommentar. In: Texte & Kontexte. Nr. 71/72 = 19. Jg.  3–4/1996, ISSN 0170-1096. Lehrhaus, Berlin 1996.
- Der Apostel Paulus auf dem Dritten Kongress der kommunistischen Internationale. Alektor-Verlag, Stuttgart 1997, ISBN 3-88425-066-3.
- Das Evangelium nach Johannes in kolometrischer Uebersetzung. In: Texte & Kontexte. Nr. 106/107 = 28. Jg. 2–3/2005, ISSN 0170-1096. Lehrhaus e. V., Dortmund 2005.
- Der Gott der Liberalen: Eine Kritik des Liberalismus. Argument Verlag, Hamburg 2005, ISBN 978-3-88619-470-4
- Der Abschied des Messias. Eine Auslegung des Johannesevangelium. 1. Teil: Johannes 1,1-10,21. In: Texte & Kontexte. Nr. 109/111 = 29. Jg. 1–3/2006, ISSN 0170-1096. Lehrhaus e. V., Dortmund 2006.
- Der Abschied des Messias. Eine Auslegung des Johannesevangelium. 2. Teil: Johannes 10,22-21,25. In: Texte & Kontexte. Nr. 113/115 = 30. Jg. 1–3/2007, ISSN 0170-1096. Lehrhaus e. V., Dortmund 2007.
- Die Welt anders. Politische Geschichte der Großen Erzählung. Argument Verlag, Hamburg 2012, ISBN 978-3-88619-353-0.
- Abschied von einem messianischen Jahrhundert. Politische Erinnerungen. Argument Verlag, Hamburg 2020, ISBN 978-3-86754-406-1.